# El Hornillo
El Hornillo é um município da Espanha na província de Ávila, comunidade autónoma de Castela e Leão, de área 24,22 km² com população de 397 habitantes (2007) e densidade populacional de 16,41 hab/km².

## Localização
Localiza-se no sul da província de Ávila.
| Noroeste: Hoyos del Espino           | Norte: Hoyos del Espino, Navarredonda de Gredos | Nordeste: El Arenal         |
| Oeste: Guisando, Arenas de San Pedro |                                                 | Este: El Arenal             |
| Sudoeste: Guisando                   | Sul: Guisando                                   | Sudeste:Arenas de San Pedro |

## Demografia
| Variação demográfica do município entre 1991 e 2004 | Variação demográfica do município entre 1991 e 2004 | Variação demográfica do município entre 1991 e 2004 | Variação demográfica do município entre 1991 e 2004 |
| --------------------------------------------------- | --------------------------------------------------- | --------------------------------------------------- | --------------------------------------------------- |
| 1991                                                | 1996                                                | 2001                                                | 2004                                                |
| 561                                                 | 442                                                 | 391                                                 | 395                                                 |